# La Lloreda (Navès)
La Lloreda és una masia situada al municipi de Navès, a la comarca catalana del Solsonès.